# Moza Sultan Al Kaabi
Moza Sultan Al Kaabi, née à Fujaïrah et décédée le 20 août 2015 à Dubaï à l'âge de 31 ans, est une chirurgienne orthopédique émiratie.
Après avoir vécu et étudié à Glasgow pour y apprendre l'anglais, elle étudie la médecine générale et la chirurgie en Chine (université médicale du Xinjiang). Elle se spécialise en orthopédie à l'université de Tianjin et devient la première femme chirurgienne orthopédique aux Émirats arabes unis. Elle travaille à l'hôpital militaire Zayed, à Abou Dabi, depuis 2007. 
Elle meurt dans un accident de la route.